# DTP Entertainment
DTP Entertainment AG (tiền thân là DTP Neue Medien AG) là nhà phát hành trò chơi điện tử của Đức được Thomas Baur thành lập năm 1995 và có trụ sở tại Hamburg. Vào thời điểm đó, đây là một trong những nhà phát hành game hàng đầu của Đức. DTP vốn nổi tiếng vì đã cho phát hành một số lượng lớn tựa game được phát triển ở Đức, đặc biệt là thể loại game phiêu lưu. Công ty cũng hoạt động như một nhà phân phối trò chơi điện tử.
Năm 2004, một công ty con mới mang tên DTP Young Entertainment được thành lập chuyên phát triển và phát hành phần mềm giáo dục và game dành cho trẻ em. Năm 2007, DTP Entertainment đã mua lại 4HEAD Studios và đổi thành Cranberry Productions đặt tại Hannover, đồng thời mở một studio mới gọi là RealU tại Singapore. Năm 2008, DTP đã mua House of Tales, một nhà phát triển có trụ sở tại Bremen.
Năm 2012, công ty tuyên bố vỡ nợ. Kể từ đó, một số giấy phép game phiêu lưu do nhà phát hành Thụy Điển Nordic Games thâu tóm.

## Game phát hành
- Awesomenauts (2012)
- TNT Racers (2012)
- The Cursed Crusade (2011)
- Gray Matter (2011)
- Drakensang: The River of Time (2010)
- Black Sails: Das Geisterschiff (2010)
- So Blonde: Back to the Island (2010)
- King's Bounty: Armored Princess (2010)[4]
- Black Mirror II (2009)
- Venetica (2009)
- Divinity II: Ego Draconis (2009)
- Crazy Machines 2 (2009)
- Giana Sisters DS (2009)
- Memento Mori (2009)
- So Blonde (2008)
- Windchaser (2008)
- Drakensang: The Dark Eye (2008)
- Red Ocean (2007)
- Legend – Hand of God (2007)
- Undercover: Doppeltes Spiel (2007)
- The Mystery of the Druids (2001)